# Сагбо, Жан Грегуар
Жан Грегуар Сагбо (фр. Jean Gregoire Sagbo; 10 мая 1959, Котону — 27 декабря 2024) — муниципальный политик Тверской области, первый в постсоветской России чернокожий депутат. В законодательном органе РСФСР был избран по меньшей мере один чернокожий депутат: Робинсон, Роберт (инженер).

## Биография
Жан Грегуар Сагбо родился в самом крупном городе Бенина, Котону, в семье управляющего плантацией цитрусовых.
В 1981 году обострился конфликт между Анголой и ЮАР. Бенин и Ангола относились к странам соцлагеря, поэтому правительство Бенина приняло решение направить туда военные отряды и объявило мобилизацию. Чтобы спасти сына от отправки на фронт, семья Жана, задействовав все имеющиеся связи, отправила сына на учёбу в Советский Союз.
Жан Грегуар был воспитан в духе неприязни к социальному неравенству, поэтому обрадовался поездке в «страну советскую». Бенин входил в зону влияния СССР, в стране велась активная пропаганда социалистического строя, которая предполагает в том числе резкую критику западных стран с капиталистическим укладом. На тот момент Сагбо знал о Советском Союзе только то, что там все равны, медицина и образование бесплатные, государство обеспечивает всех жильём и нет безработицы.

### Студенческие годы
По прибытии Жана определили в Московский кооперативный институт, где он изучал экономику и торговое дело. С первого дня прибытия он начал доставлять хлопоты кураторам. В аэропорту Сагбо потерял миграционную карту. На следующий день потратил выданные на месяц 90 рублей на еду. Меню в столовой его не удовлетворило, он пошёл на рынок, купил мясо и овощи и устроил пиршество для земляков. Подружился с русской девушкой, как считалось, первой красавицей курса. Светлана была в отношениях, поэтому первоначально их общение не выходило за рамки дружеского. Однако руководство университета не особо разбиралось в таких тонкостях, из-за чего последовало несколько предупреждений, и Светлане настоятельно рекомендовали прекратить дружбу. Она не послушала, и её исключили из института. С большим скандалом Сагбо всё-таки удалось нормализовать ситуацию. Светлана перешла в Московский институт им. Плеханова. Она продолжила дружить с Жаном, постепенно отношения переросли в нечто большее. В 1985 году Светлана и Жан поженились, в этом же году у них родился сын, Жан Макс. В следующем году чета Сагбо закончила обучение в вузах, и пришло время думать о будущем. Светлана была родом из посёлка Завидово Тверской области. Жан, которому не раз приходилось сталкиваться с проявлениями расизма в советской культуре, представить себе не мог, как же их воспримут в посёлке, куда селили, в основном, бывших зэков. Поэтому он уговорил её поехать в Бенин.

### Возвращение в Бенин и тюремное заключение
Когда Жан, Света и Жан Макс прилетели в Котону, его почти сразу арестовали за антикоммунистическую деятельность и пропаганду: такую характеристику прислали ему из посольства Бенина в Москве. Светлана не знала французский, всё для неё было ново и чуждо, а Жана не было рядом, чтобы помочь адаптироваться к новым условиям. Шесть месяцев она не видела мужа, к нему пускали только его маму и то минут на пять. И, в конце концов, Светлана решила вернуться на родину.
Жан оставался в тюрьме ещё 3 года. В 1989 году родным удалось организовать ему побег. Сначала он бежал в Нигерию, а оттуда — в Советский Союз. Следующие 20 лет Жан не мог въехать в родную страну. Он даже не мог побывать на похоронах матери, поскольку в стране сохранялся режим, который осудил его за антиправительственную политическую деятельность.

### Возвращение в Москву
По прибытии в Москву Жан сразу направился к жене. В Завидово её все знали. «Это та, у которой чёрный ребёнок? Тогда вам туда», — показывали местные жители. Возле дома, во дворе, играл Жан Макс. Светлане приходилось ездить на работу в Москву, в Завидово работу найти не удалось.
Жан вернулся в Москву, встретил там своего земляка, он в тот момент занимался продажей обуви, которая тогда была страшным дефицитом, и предложил Жану помогать ему. Бизнес пошёл, Жан стал состоятельным человеком, купил квартиру для семьи.

## Общественная деятельность
После того, как семейные и бытовые проблемы были решены, Жан направил свою энергию на общественное благо. Сагбо всегда раздражал беспорядок в подъезде. Устав ждать, когда наведут порядок, Жан сам взялся за тряпку и стал мыть свой подъезд. Но уборки хватало ненадолго, подъезд облюбовали местные алкоголики и молодёжь, которые оставляли после вечерних посиделок горы мусора. Тогда Жан за свои деньги поставил на подъезд железную дверь. Через некоторое время подъезд превратился в красивый холл. После этого Жан взялся организовывать субботники. Он просто ходил по квартирам и предлагал выйти в один из выходных всем вместе на уборку территории. Сначала люди отнеслись к этому скептически, однако энтузиасты всё-таки нашлись. За ними потянулись и другие, внезапно обнаружив, что субботник — это не просто сбор мусора, а довольно весёлое времяпровождение.

## Политическая деятельность
Постепенно Жан завоевал уважение, признанием его авторитета стали результаты опроса населения. Когда местных жителей спросили, кого они хотят видеть в качестве своего представителя в Совете депутатов, они назвали имя Жана. После этого его пригласил глава администрации Завидово. Жан сначала скептически отнёсся к предложению пойти во власть. Своё нежелание он мотивировал тем, что по-русски говорит с акцентом, а политик должен быть хорошим оратором. Но потом передумал и в 2010 году его избрали в Совет депутатов посёлка.

### Муниципальный депутат
Избрание Жана на пост депутата спровоцировало многочисленные публикации в СМИ, сравнивающие его с Бараком Обамой, — сам Сагбо такое сравнение категорически отвергает.
За время первого срока депутатства Жану, в тандеме с тогдашним главой администрации удалось решить сразу две больших проблемы: построить для посёлка новую котельную и дорогу. Строительство котельной велось тогда на деньги инвестора, однако из-за передачи части земель из собственности Московской области в Москву, он обанкротился. Жан и глава администрации искали недостающий миллион рублей, он нужен был на три месяца, чтобы закончить строительство, а потом бюджет вернул бы их, но тщетно. Тогда Жан дал свои личные деньги.
В 2014 году портрет Сагбо был размещён на Доске почёта Конаковского района.

### Член Собрания депутатов Конаковского района
13 сентября 2015 года Сагбо победил на довыборах в Собрание депутатов Конаковского района Тверской области по 8-му избирательному округу, набрав 68,9 % голосов односельчан.

## Семья
Жан был женат на бывшей однокурснице Светлане, у них двое детей — Жан-Максим, 1985 года рождения и Серж, 1990 года рождения.
Светлана работает в Москве, в агентстве недвижимости.

## Смерть
Умер в конце декабря 2024 года от инсульта. Его похороны состоялись 21 января 2025 года в городе Сави в Бенине.